# 今日の芸術
『今日の芸術』（こんにちのげいじゅつ、Today's Art）は、岡本太郎による美術評論書である。サブタイトルは「時代を創造するものは誰か」。1954年に光文社で刊行され、ベストセラーとなる。その後一時絶版になっていたが、1999年に光文社知恵の森文庫で改訂再刊した。

## 各版
- 光文社単行本
  - 発行: 光文社
  - 発売日: 1954年

- 光文社カッパ・ブックス版
  - 発行: 光文社
  - 発売日: 1963年10月

- 講談社文庫版
  - 発行: 講談社
  - 発売日: 1973年
  - ページ数: 299ページ
  - ASIN: B000J93GS0

- 光文社知恵の森文庫版
  - 発行: 光文社（知恵の森文庫）
  - 発売日: 1999年3月
  - ページ数: 258ページ
  - 装丁: 鈴木成一デザイン室
  - ISBN 978-4334727895

## 翻訳版
- 「오늘의 예술」（韓国語、キム・ヨンジュ訳、ISBN 8990620090）